# Матвійків Степан Олегович
Степан Олегович Матвійків (нар. 18 лютого 1989, Тернопіль, УРСР) — український футболіст, нападник тернопільської «Ниви».

## Життєпис
Степан Матвійків народився 18 лютого 1989 року у Тернополі. У ДЮФЛУ з 2002 по 2006 роки виступав за ФК «Тернопіль».
У 2006 році підписав свій перший професіональний контракт, з тернопільською «Нивою». У складі «Ниви» дебютував 31 липня 2006 року в переможному (1:0) домашньому поєдинку 1-го туру групи А першої ліги чемпіонату України проти білоцерківської «Росі». Степан вийшов на поле на 89-ій хвилині, замінивши Любомира Вовчука. Того сезону у чемпіонаті України у футболці тернопільського клубу зіграв 5 поєдинків.
З 2007 року виступав у аматорських клубах «Ай-Ві-Спорт» (Перечин), ФК «Борщів» та ДСО-Поділля (Тернопільський район).
У 2016 році повернувся до вже аматорського клубу «Нива» (Тернопіль), кольори якого захищає й на даний час.